# Michaela Zonewa
Michaela Zonewa (bulgarisch Михаела Цонева, englisch Mihaela Tsoneva; * 25. Oktober 2004) ist eine bulgarische Tennisspielerin.

## Karriere
Michaela Zonewa begann mit zehn Jahren das Tennisspielen und spielte bislang vorrangig Turniere der ITF Women’s World Tennis Tour, wo sie bisher einen Titel im Doppel gewinnen konnte.

## Turniersiege

### Doppel
| Nr. | Datum         | Turnier  | Kategorie | Belag | Partnerin     | Finalgegnerinnen                | Ergebnis |
| --- | ------------- | -------- | --------- | ----- | ------------- | ------------------------------- | -------- |
| 1.  | 25. Juni 2022 | Bukarest | ITF W15   | Sand  | Simona Ogescu | Giorgia Pinto Gaia Squarcialupi | 6:4, 6:2 |